# Belomitra aikeni
Belomitra aikeni is een slakkensoort uit de familie van de Belomitridae. De wetenschappelijke naam van de soort is voor het eerst geldig gepubliceerd in 2011 door Lussi.